# 梅黑尔布尔县
梅黑尔布尔（Meherpur District）为孟加拉国库尔纳专区辖县，属中西部边境县份；1984年自库什蒂亚析置。县境东北部与库什蒂亚接壤，东南与朱瓦当加毗邻，南部、西部和西北部与印度西孟加拉邦相连。全境年平均温度11.2°C至37.1°C，降雨量1,467毫米。县域总面积716.08公里²，总人口579,531人（1991）。全县共分置2乡（Upazila），政府驻梅黑尔布尔市。